# Aphelinus yasnoshae
Aphelinus yasnoshae is een vliesvleugelig insect uit de familie Aphelinidae. De wetenschappelijke naam is voor het eerst geldig gepubliceerd in 2010 door Japoshvili.